# Dourdain
Dourdain é uma comuna francesa na região administrativa da Bretanha, no departamento de Ille-et-Vilaine. Estende-se por uma área de 13,8 km². Em 2010 a comuna tinha 1 197 habitantes (densidade: 86,7 hab./km²).